# 柳洪乡
柳洪乡（羅馬化：Nyut Hxo Ddax Lo），是中华人民共和国四川省凉山彝族自治州美姑县下辖的一个乡镇级行政单位。2021年1月12日，撤销乐约乡，将其所属行政区域划归柳洪乡管辖。

## 行政区划
柳洪乡下辖以下地区：
阿子马洛村、柳洪村、柳洪乃拖村、达勒甲谷村、达勒洛莫村、卡哈村、波莫峨泽村、特波觉村、吉觉古布村和尔且村。